# دان أوبراين (مؤلف)
دان أوبراين (بالإنجليزية: Dan O'Brien)‏ (23 نوفمبر 1947، فندلي في الولايات المتحدة)؛ روائي أمريكي. درس في جامعة دنفر.